# ويكيبيديا الياقوتية
ويكيبيديا الساخية (الياقوتية: Сахалыы Бикипиэдьийэ) هي النسخة الياقوتية من موسوعة ويكيبيديا.

## الإحصائيات
| عدد المستخدمين المسجلين | عدد المستخدمين النشيطين | عدد المقالات | صفحات المحتوى | عدد التعديلات | عدد الملفات المرفوعة | عدد الإداريين |
| ----------------------- | ----------------------- | ------------ | ------------- | ------------- | -------------------- | ------------- |
| 26٬734                  | 41                      | 17٬414       | 52٬686        | 414٬512       | 1٬765                | 4             |

## التاريخ
- نوفمبر 2007 - أنشئت المقالة رقم 100.[2]
- 1 يناير 2009 - أنشئت المقالة رقم 1000.
- 10 أكتوبر 2009 - أنشئت المقالة رقم 5000.
- يناير 2014 - أنشئت المقالة رقم 10000.